# Mary Celine Fasenmyer
Mary Celine Fasenmyer   (Crown, 4 d'octubre de 1906 - Erie, 27 de desembre de 1996) va ser una religiosa catòlica estatunidenca, que va destacar per alguns descobriments matemàtics.
Mary Fasenmyer va estudiar a la universitat Mercyhurst d'Erie (Pennsilvània), on, en acabar, va prende els vots i va ingressar a l'orde catòlica de les Germanes de la Misericòrdia, adoptant el nom de Sister Celine (Germana Celine). Des de 1942 fins a 1945 va ampliar estudis de matemàtiques a la universitat de Michigan, en la qual va obtenir el doctorat amb una tesi dirigida per Earl Rainville. Des de 1945 fins a la seva jubilació el 1979, va ser professora de matemàtiques de la universitat Mercyhurst. En la seva tesi doctoral i en dos articles posteriors va desenvolupar un algorisme que permetia trobar les recurrències de certes seqüències hipergeomètriques. Aquests treballs van ser reelaborats per Herbert Wilf i Doron Zeilberger a partir dels anys 60's per obtenir programes informàtics fàcilment computables. No va publicar altres treballs de recerca a part dels esmentats articles.